# Atopsyche unicolorata
Atopsyche unicolorata is een schietmot uit de familie Hydrobiosidae. De soort komt voor in het Neotropisch gebied.